# Le Château-d'Almenêches
Le Château-d'Almenêches là một xã thuộc tỉnh Orne vùng Normandie tây bắc nước nước Pháp. Xã này nằm ở khu vực có độ cao trung bình 175 mét trên mực nước biển.